# London Tea Auction
London Tea Auction var en teauktion som hölls i London från 1679, och sista gången den 29 juni 1998. Brittiska Ostindiska kompaniet bedrev först auktionerna vid Leadenhall Street innan auktionerna 1834 flyttade till Mincing Lane.

### Fotnoter
1. ↑  ”Business: The Economy Storm in a teacup” (på engelska). BBC. 26 juni 1998. http://news.bbc.co.uk/2/hi/business/120842.stm. Läst 8 november 2015.